# Diecezja Grazu-Seckau
Diecezja Grazu-Seckau (niem. Diözese Graz-Seckau, łac. Dioecesis Graecensis-Seccoviensis) – diecezja Kościoła rzymskokatolickiego w południowej Austrii, w metropolii Salzburga. Obejmuje całość terytorium kraju związkowego Styria. Powstała 22 czerwca 1218 roku jako diecezja Seckau. W 1786 siedziba biskupa została przeniesiona do Grazu, jednak w nazwie diecezji fakt ten został uwzględniony dopiero 22 kwietnia 1963 roku. Jest największym austriackim biskupstwem pod względem powierzchni.

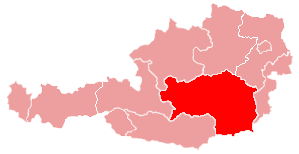
Diecezja na mapie administracyjnej Kościoła w Austrii